# ثقافة السلام
اعتمدت الجمعية العامة للأمم المتحدة إعلان وبرنامج العمل بشأن ثقافة السلام في 13 سبتمبر 1999م. بعد عشرة أشهر من المفاوضات في سياق الأعمال التحضيرية لثقافة السلام الدولية.

## القرار
دعا قرار الأمم المتحدة A / 53/243 . إلى أن يشمل برنامج العمل ثمانية مجالات عمل: 

- ثقافة السلام من خلال التعليم.
- التنمية الاقتصادية والاجتماعية المستدامة.
- احترام جميع حقوق الإنسان.
- المساواة بين المرأة والرجل.
- المشاركة الديمقراطية.
- التفاهم والتسامح والتضامن.
- التواصل التشاركي والتدفق الحر للمعلومات والمعرفة.
- السلام والأمن الدوليين.

 كما أوضحت اليونسكو، «كان كل مجال من مجالات العمل هذه من أولويات الأمم المتحدة منذ تأسيسها؛ والجديد هو ارتباطها من خلال ثقافة السلام واللاعنف بمفهوم واحد متماسك. غالبًا ما تم إنشاء روابط (على سبيل المثال ، الديمقراطية والتنمية والسلام؛ والمساواة بين المرأة والرجل في التنمية والسلام وما إلى ذلك). ولكن هذه هي المرة الأولى التي يتم فيها ربط جميع هذه المجالات بحيث يمكن تطوير مجموع أوجه التكامل والتآزر بينهما.» 

## روابط خارجية
- التاريخ المبكر لثقافة السلام: مذكرة شخصية
- تاريخ ثقافة السلام[وصلة مكسورة]
- موقع اليونسكو للسنة الدولية لثقافة السلام